# Опи
О̀пи (на италиански: Opi) е село и община в Южна Италия, провинция Акуила, регион Абруцо. Разположено е на 1250 m надморска височина. Населението на общината е 441 души (към 2010 г.).